# Minderbroederspoort
De Minderbroederspoort, vroeger ook wel Oude, Voorste of Binnenste Sint-Pieterspoort of (Oude) Aldenhofpoort genoemd, is een voormalige stadspoort in de Nederlandse stad Maastricht. De poort was onderdeel van de eerste stadsmuur van Maastricht en was gelegen op de hoek van de Sint Pieterstraat en het Lange Grachtje. De oorspronkelijke poort dateerde uit de 13e eeuw, maar werd in de loop der eeuwen diverse malen vernieuwd. Vanaf de 14e eeuw verloor de poort een deel van haar militaire functie. In 1734 (of eerder) werd de poort afgebroken.

## Geschiedenis

### Bouw eerste middeleeuwse stadsmuur
Over het precieze bouwjaar van de oudste middeleeuwse stadsmuur van Maastricht is geen duidelijkheid. In 1229 gaf de hertog van Brabant toestemming om een stenen muur om de stad te bouwen. Eerder was er al een aarden wal opgeworpen met daarop palissaden, maar deze was door de bisschop van Luik, medeheer van het tweeherige Maastricht, verwoest tijdens het Beleg van Maastricht (1204). Waarschijnlijk werd in 1229 begonnen met de bouw van stenen stadspoorten en waltorens, met elkaar verbonden door aarden wallen die in de loop van de 13e eeuw geleidelijk versteend werden. De nieuwe muur op de linker Maasoever bestond uit kolenzandsteen, strekte zich uit over een lengte van ongeveer 2,4 kilometer, was 6 à 8 meter hoog en had in totaal dertien stadspoorten, twee waterpoorten en een onbekend aantal muurtorens.
De Minderbroederspoort werd waarschijnlijk omstreeks 1230 gebouwd. De poort werd voor het eerst genoemd in een schepenbrief van het kapittel van Sint-Servaas uit 1289. De poort was genoemd naar de franciscanen of minderbroeders, die naast de poort hun eerste Maastrichtse klooster hadden. De poort was onderdeel van de eerste middeleeuwse stadsmuur, die zich aan deze kant van de stad uitstrekte in westelijke richting langs het Lang Grachtje naar de Looierspoort, en in oostelijke richting langs het Oude Minderbroedersklooster naar de Helpoort en de Maas. De poort lag aan de belangrijke uitvalsweg naar het zuiden (Sint Pieter, Luik).

### De Minderbroederspoort als reservepoort
Na de ingebruikname van de tweede stadsomsluiting in 1380 fungeerde de eerste muur als reserveverdedigingslinie. Voor zowel de Minderbroederspoort als de Looierspoort gold dat de taak van zuidelijke toegangspoort vanaf dat moment werd overgenomen door de nieuwe Sint-Pieterspoort. Eind 15e eeuw verviel ook de poortfunctie van de Helpoort, toen deze poort door de Nieuwstad-uitbreiding binnen de stadsomsluiting kwam te liggen.
Tegen het einde van de middeleeuwen werd in vredestijd toegestaan dat de oude poorten en sommige torens dienstdeden als woning of als leube, een soort vergaderruimte voor de ambachten. De poorten zelf bleven eigendom van de stad. In 1529 lag het armenhuis van de stad naast de Aldenhofpoort. In 1573 kreeg Claes van Sittart toestemming om boven de Minderbroederpoort te gaan wonen. Een jaar later kreeg Gereth Teuwer het levenslange vruchtgebruik van een thorne ende hueffken (toren met tuin) op het Minderbroedersgrachtje. In 1706 vroeg Pierre Colson toestemming om een deel van de stadsmuur bij zijn woning in de Sint Pietersstraat te betrekken, waarvoor hij toestemming kreeg op voorwaarde dat hij de muur zou onderhouden.
Ook al was het belang ervan verminderd, men bleef de eerste muur zeker tot de 17e eeuw onderhouden. Tegen de veldzijde van de muur mocht niet gebouwd worden. Eind 17e eeuw waren de meeste grachten gedempt en werden tegen de veldzijde van de muur huizen gebouwd. De oude stadspoorten behielden tot het midden van de 17e eeuw een zekere militaire functie.

### Afbraak Minderbroederspoort en ontmanteling vesting

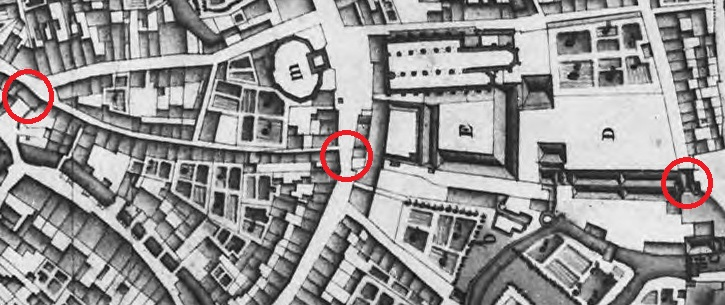
Kaart Larcher d'Aubencourt (1749) met locaties Looierspoort, Minderbroederspoort en Helpoort

Op de plattegrond van Maastricht in de stedenatlas Civitates orbis terrarum van Braun en Hogenberg uit 1575 is de Minderbroederspoort niet ingetekend. Ook op de stadsplattegrond in de Atlas van Loon uit 1652, die op de kaart van Braun en Hogenberg was gebaseerd, ontbreekt de poort. Toch wordt de Oude Ste-Peterspoorte nog in 1636 vermeld, hoewel daarmee ook de Looierspoort of Helpoort bedoeld kan zijn. Op de kaart die de Franse vestingingenieur Jean-Baptiste Larcher d'Aubencourt in 1749 tekende als basis voor de Maquette van Maastricht, ontbreekt de Minderbroederspoort eveneens, maar de aansluitende muurdelen aan het Lang Grachtje en bij de Helpoort zijn gedetailleerd weergegeven.
Tussen 1655 en 1660 werden de Gevangenpoort en de Leugenpoort, beide uit de 13e eeuw, gesloopt voor de bouw van het nieuwe stadhuis van Maastricht. Volgens de 18e-eeuwse predikant en historicus Willem Albert Bachienne werden in 1734 drie andere stadspoorten wegens bouwvalligheid afgebroken: de Lenculenpoort, de Tweebergenpoort (deels) en de Minderbroederspoort. Of de Minderbroederspoort inderdaad met de twee andere poorten gesloopt is, valt niet met zekerheid te zeggen (zie hierboven). In 1772 viel ook de vlakbij gelegen Looierspoort onder de slopershamer. Alleen de Helpoort bleef gespaard.
In de 19e eeuw ging de afbraak van de oude stadsmuren in versneld tempo verder. Door de aanleg van het Kanaal Luik-Maastricht verdwenen tussen 1847-1850 enkele oude kademuren en poorten langs de Maas. Op 29 mei 1867 werd de vestingstatus van Maastricht opgeheven. In de jaren daarna werden grote delen van de middeleeuwse stadsmuren en de meeste buitenwerken geslecht. De overgebleven stadspoorten van Maastricht, die onder de zeggenschap van het gemeentebestuur vielen, werden tussen 1867 en 1870 gesloopt. De geleidelijke afbraak van de stadsmuren en vestingwerken ging nog door tot begin 20e eeuw. Door toedoen van Victor de Stuers en anderen bleven hier en daar delen van de eerste en tweede stadsomsluiting gespaard, waaronder de Helpoort en delen van de eerste en tweede stadsmuur in het Jekerkwartier.

## Cultuurhistorisch erfgoed
Van de Minderbroederspoort is niets meer over. Van de poort bestaat geen enkele nauwkeurige tekening. Bij de afbraak van de poort hebben geen opmetingen of opgravingen plaatsgevonden. Funderingsresten bevinden zich wellicht onder de openbare weg. In de muur van het Oude Minderbroedersklooster aan de Sint Pieterstraat is bij een renovatie in 1995 een brede 'scheur' in de gevel aangebracht, die de locatie van de poort aangeeft. Eronder bevindt zich een gedenkplaat. Bij de renovatie werden ook fundamenten van de oude muur op het kloosterterrein zichtbaar gemaakt.
In de directe omgeving zijn vrij gave delen van de aansluitende stadsmuur te vinden, met name langs het Lang Grachtje en, iets verderop en deels gereconstrueerd, de muur bij de Helpoort en Jekertoren. Achter de Pater Vincktoren, die tot de tweede omsluiting behoort, sloot de tweede stadsmuur aan op de eerste. Hier bevindt zich een waterpoort over de Jeker.

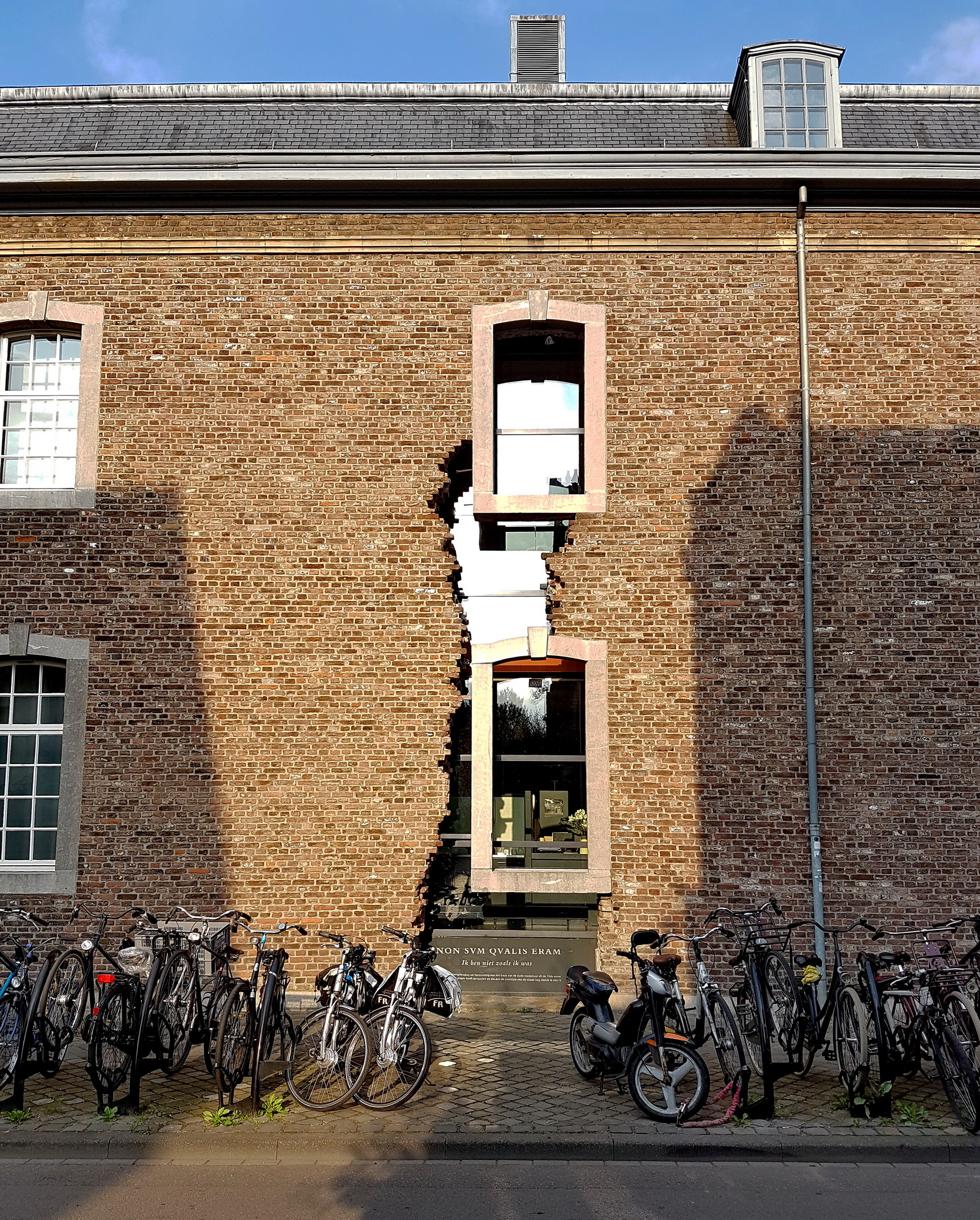
Scheur in kloostermuur Minderbroedersklooster
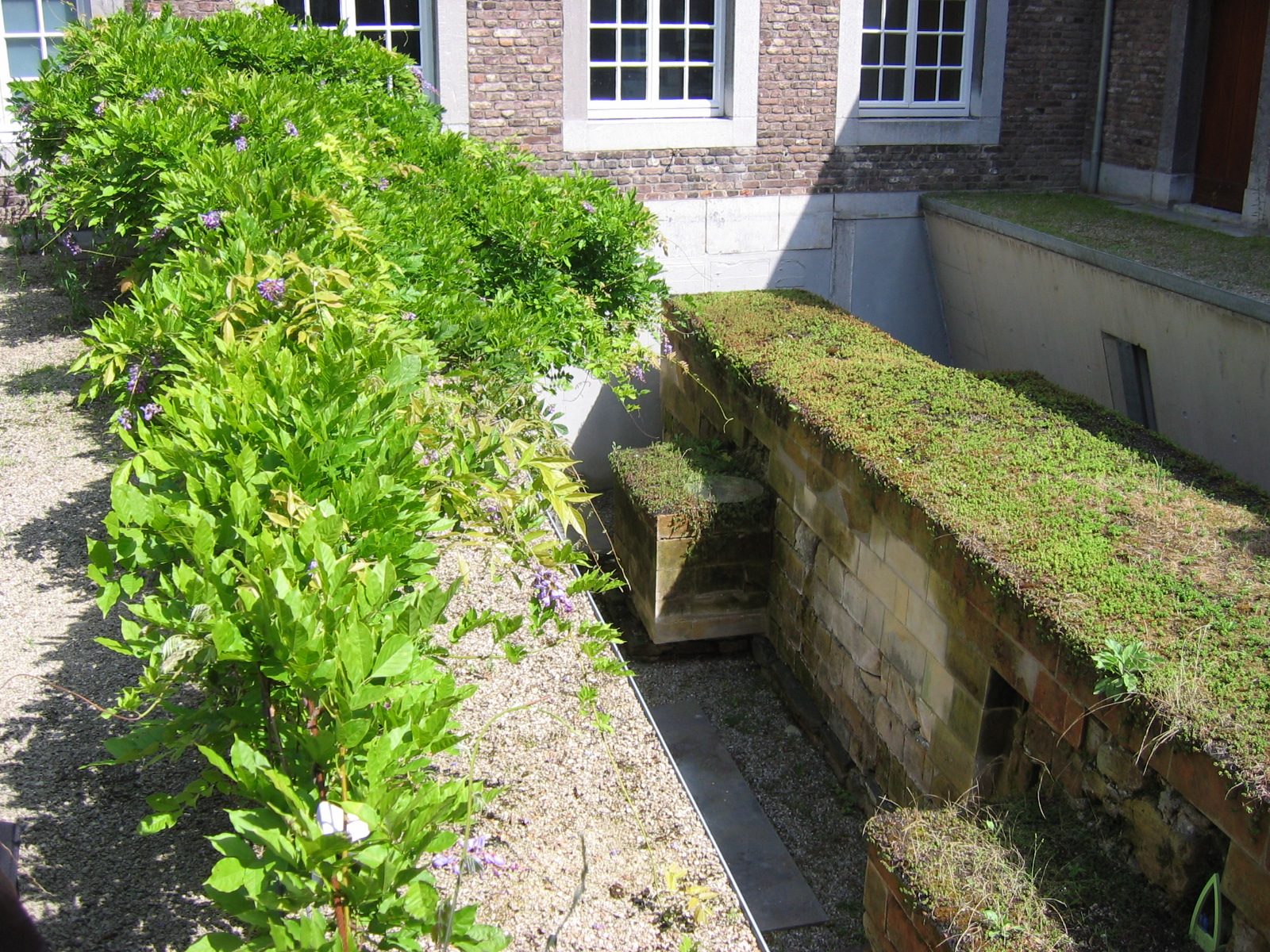
Fragment stadsmuur in de kloostertuin
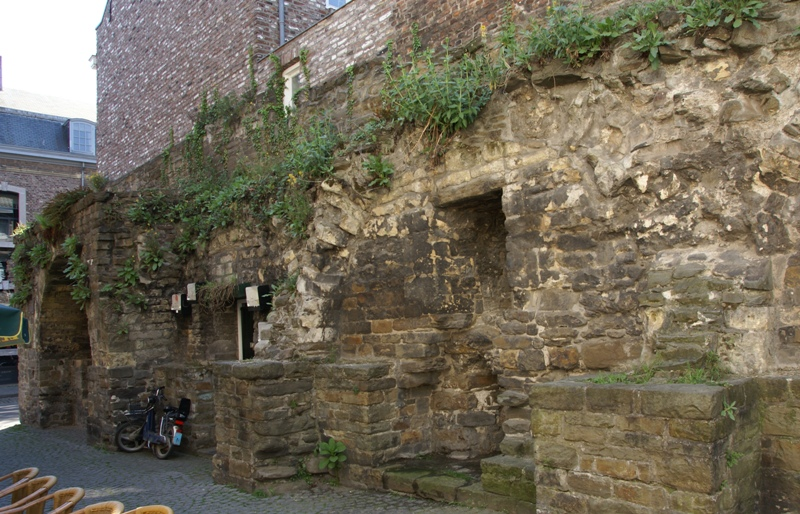
Lang Grachtje met eerste stadsmuur
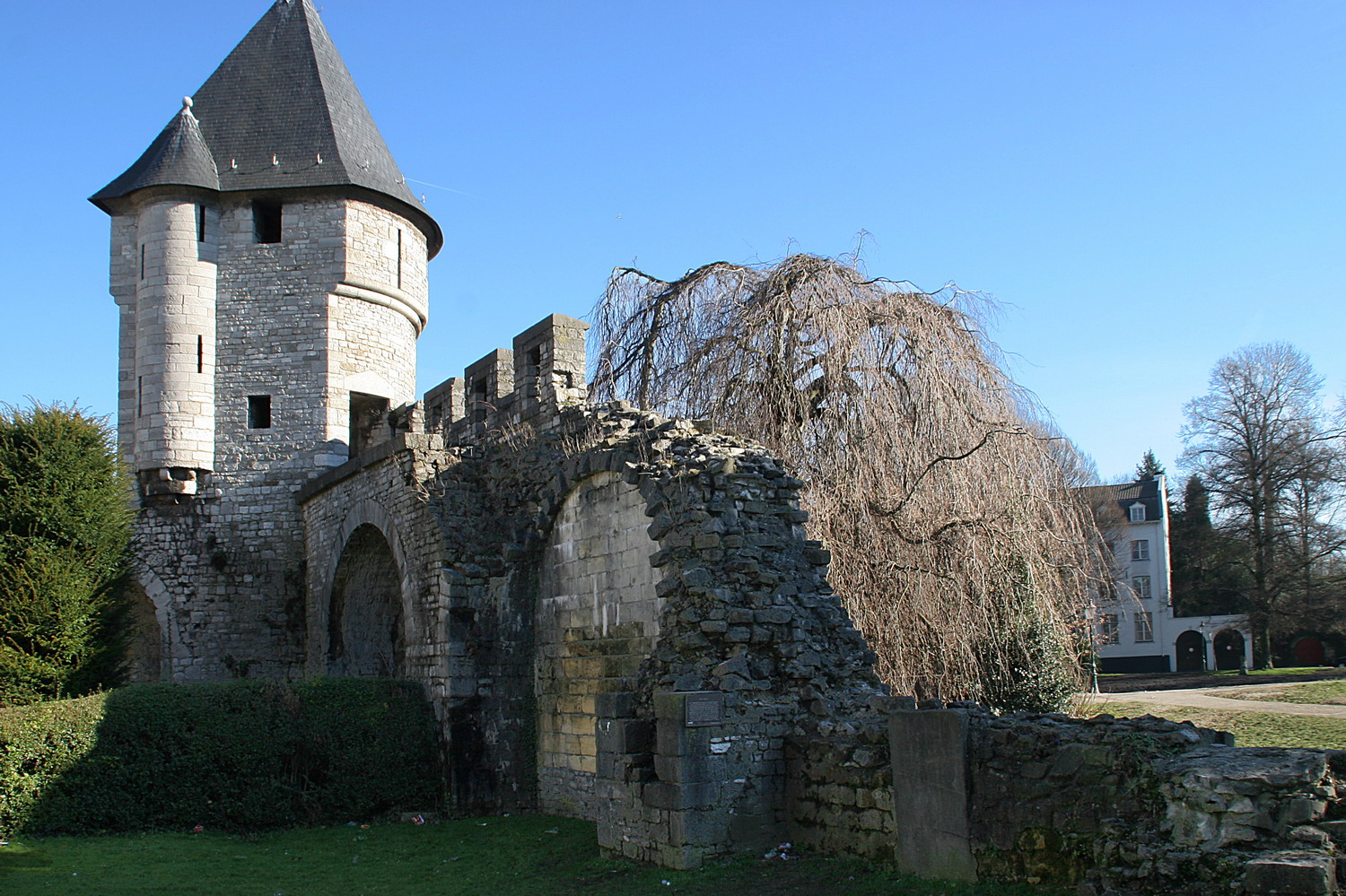
Pater Vincktoren met fragment tweede stadsmuur